# Namazu
Namazu este un pește-pisică în mitologia japoneză, pe care, conform legendei, stă arhipelagul și ale cărui mișcări provoaca cutremurele de pământ. 